# Завод (група)
Завод (на шведски: Zavod) е шведска индъстриъл метъл група от град Вестерос.

## История
В края на 2005 г. Константин Смирнов, Петер Маартенс и Томас Санестелд решават да създадат нова група, след като са свирели заедно дет метъл. Към тях се присъединява братът на Томас Йохан Санестелд. Формацията избира името „Завод“, тъй като е вдъхновена от индустриалната обстановка на градовете, в които са израснали членовете. Първият запис на Завод е „Roll the dice“. През 2006 г. излиза демо-албум на групата с 4 песни.
През 2007 г. бандата издава сама първия си албум, озаглавен „Zavod“. Записите набират популярност в социалната мрежа MySpace и в началото на 2012 г. групата издава първия си официален албум. Компанията Record Union издава „Industrial City“. Доста от песните са записани наново, с ново звучене. Заснет е видеоклип към песента „Pripyat“. Най-популярните песни на групата стават „Да или нет“ и „Panzer“, които присъстват още в първите демо записи от 2006 г.
През 2014 г. излиза EP-то „Tsar“, съдържащо 4 композиции. Пуснати са видеоклипове към заглавната песен и „Father of all the Orphans“. „Tsar“ е достъпен за сваляне от официалния сайт на групата.

## Дискография

### Албуми
- Industrial City (2012)

### Демо
- Z (2006)
- Zavod (2008)

### EP
- Tsar (2014)